# Louis Weinert-Wilton
Louis Weinert-Wilton, vlastním jménem Alois Weinert, křtěný Alois Aemilian (11. května 1875 Bezdružice – 5. září 1945 Praha), byl sudetoněmecký spisovatel.

## Život
Pocházel ze sudetoněmecké úřednické rodiny. Po absolutoriu chebského gymnázia studoval Císařskou námořní akademii v Pule (nyní Chorvatsko). Ze zdravotních důvodů byl nucen opustit armádu v hodnosti poručíka. Oženil se a usadil s manželkou v Praze. Působil od roku 1901 jako redaktor v novinách Prager Tagblatt, později jako šéfredaktor večerníku Prager Abendblatt. Od roku 1921 pracoval jako obchodní ředitel v Novém německém divadle v Praze. V roce 1936 odešel z divadla a zůstal na volné noze jako spisovatel detektivních románů. Po druhé světové válce byl internován v československém internačním táboře a následně tam zemřel.

## Profesní životopis
V roce 1929 napsal své první dva detektivní romány. V letech 1929-1939 publikoval jedenáct románů ve stylu anglického spisovatele Edgara Wallace, vydávaných v nakladatelství Goldmann Verlag, Lipsko.
V šedesátých létech posloužilo několik jeho románů jako předloha pro úspěšné detektivní filmy: Der Teppich des Grauens (1962), Die weiße Spinne (1963), Das Geheimnis der schwarzen Witwe (1963), Das Geheimnis der chinesischen Nelke (1964).
Četné romány vyšly v osmdesátých letech v reedici nakladatelství Goldmann Verlag, Mnichov.

## Dílo
Romány: Der Teppich des Grauens (česky jako Koberec hrůzy, 1929), Die weiße Spinne (1929, česky jako Bílý pavouk, 1930), Die Panther (1930, česky jako Dravci 1931), Die Königin der Nacht (1930), Der Drudenfuss (1931, česky jako Můří noha, 1931), Der betende Baum (1932), Licht vom Strom (1933), Der schwarze Meilenstein (1935), Spuk am See (1938, česky jako Běs na jezeře, 1940), Die chinesische Nelke (česky jako Čínský karafiát, 1940), Der Skorpion (1939, česky jako Štír, 1941).
Divadelní hry: Mühlhofbäuerin (1901), Der Lorbeer (1902), Sommernachtsträume (1902), Das Wohltätigkeitsfest (1903), Die Stärkere Stunde (1909), Das Ahnenschloß (1909).